# Le mie canzoni (Bruno Lauzi)
Le mie canzoni (2006) è un'antologia tripla di Bruno Lauzi, pubblicata poche settimane dopo la sua scomparsa.
Si tratta della più completa raccolta mai dedicata a Lauzi, essendo l'unica su 3 dischi.

## Tracce
Tutte le tracce a firma (Bruno Lauzi) tranne dove indicato.

### CD 1
1. Ritornerai
2. Viva la libertà
3. Il tuo amore
4. Se tu sapessi
5. Ti ruberò
6. La donna del sud
7. Una storia
8. Il poeta
9. Garibaldi blues (Bruno Lauzi-John Davenport-Eddie Cooley)
10. Ciao, Dolly (Bruno Lauzi-Jerry Herman)
11. Girotondo intorno al mondo (Sergio Endrigo)
12. Mille lire al mese (Carlo Innocenzi)
13. Ma se ghe penso (Attilio Margutti-Mario Cappello-P.Amendola)
14. Margherita una vita
15. Il testamento
16. L'altra
17. Poi sei venuta tu

### CD 2
1. Non voglio innamorarmi di te (Calabrese-Fontana-Bruno Lauzi)
2. Amore caro, amore bello (Lucio Battisti-Mogol)
3. ...e penso a te (Lucio Battisti-Mogol)
4. Le bigotte (Jacques Brel-Bruno Lauzi)
5. Mary oh Mary (Lucio Battisti-Mogol)
6. Il bene di Luglio (Lo Vecchio-Roberto Vecchioni-Monaldi)
7. 'O frigideiro (Calabrese-Gian Piero Reverberi-Bruno Lauzi)
8. L'aquila (Lucio Battisti-Mogol)
9. Quattro milioni di anni fa (A. e C. La Bionda-Bruno Lauzi)
10. Devo assolutamente sapere
11. Lei non è qui, non è là (Edoardo Bennato-Bruno Lauzi)
12. Quella casa in Lombardia (Carpi De Resmini-Fortini)
13. America (Paul Simon-Bruno Lauzi)
14. Lucy l'ortopedica
15. Ho visto un re (Dario Fo)
16. Ancora
17. Sotto il carbone (Mogol-Oscar Prudente)

### CD 3
1. Onda su onda (Paolo Conte)
2. Molecole (Mogol-Mario Lavezzi-Alberto Radius)
3. Incantesimo (Bruno Lauzi-Oscar Prudente)
4. La tartaruga (Bruno Lauzi-Pippo Caruso-Pippo Baudo)
5. Genova per noi (Paolo Conte)
6. Adriano
7. ...e poi morire (Colombini-Lauzi-Trascriz. C. Fabi)
8. Io canterò politico
9. Un uomo che ti ama (Lucio Battisti-Mogol)
10. Il vecchiaccio
11. Canzone d'amore
12. Un uomo che va
13. Angeli (Lucio Dalla)
14. Il leone e la gallina (Lucio Battisti-Mogol)
15. Bartali (Paolo Conte)
16. L'ufficio in riva al mare